# Іван де ла Пенья
Іван де ла Пенья (ісп. Iván de la Peña, нар. 6 травня 1976, Сантандер) — іспанський футболіст, що грав на позиції півзахисника. За час своєї кар'єри, де ла Пенья заробив прізвиська «Маленький Будда» (ісп. El Petit Buda) та «Лисий» (ісп. Lo Pelat) через його голену голову і невеликий зріст.
Більшу частину кар'єри провів у іспанській Прімері, граючи за «Барселону», вихованцем якої і був, та «Еспаньйол». За 12 сезонів у цьому турнірі він провів 269 матчів та забив 19 голів. Крім того виступав за італійський «Лаціо» та французький «Марсель», а також провів 5 матчів за національну збірну Іспанії.

## Клубна кар'єра

### Ранні роки
Народився 6 травня 1976 року в місті Сантандер. Розпочав футбольну кар'єру в академії клубу з рідного Сантандера — «Расінгу». Там він швидко проявив себе, почавши виступати за збірну Іспанії у віці до 16 років. Після цього його стали запрошувати до себе провідні іспанські команди, серед яких були мадридський «Реал» та «Барселона». Саме до складу академії «блаугранас» Іван приєднався у 1991 році.

### «Барселона»
Потрапивши в «Барселону», де ла Пенья почав грати за молодіжний склад каталонського клубу, а в 1993 році дебютував у дублі «Барселони», за який провів 37 матчів і забив 5 м'ячів у Сегунді. Головний тренер основної команди «Барселони» Йоган Кройф вперше випустив де ла Пенью на заміну 3 вересня 1995 року в матчі проти «Вальядоліда», в якому «Барселона» здобула перемогу з рахунком 2:0, а сам Іван забив гол. У свої 19 років він був сприйнятий футбольною громадськістю як майбутній наступник Хосепа Гвардіоли, але незабаром перестав потрапляти в основу, хоча і забив за перший сезон 1995/96 7 голів у Ла Лізі.
З приходом нового тренера Боббі Робсона у 1996 році де ла Пенья отримав другий шанс. Він став другом зоряного новачка «Барси» Роналдо та основним гравцем команди, яка виграла Кубок Іспанії, Кубок Кубків УЄФА і Суперкубок Європи у 1997 році. За це він був обраний найкращим молодим гравцем Іспанії в 1996 і 1997 роках.
З відходом Робсона і приходом на пост тренера Луї ван Гала де ла Пенья знову став залишатись частіше на лаві запасних і не був основним гравцем у сезоні 1997/98, в якому «барса» оформила золотий дубль.

### «Лаціо»
Влітку 1998 року Іван разом з партнером по команді Фернанду Коуту був проданий італійському «Лаціо» за 15 млн. євро. В серпні того ж року Іван здобув з «орлами» перший трофей, відігравши усю грі на Суперкубок Італії проти «Ювентуса» (2:1). Проте, закріпитись в Серії А іспанець не зумів і вже в наступному сезоні відправився в оренду в марсельський «Олімпік», де його гра також не була успішною через травми, і він спробував повернутися в «Барселону», якою був орендований у сезоні 2000/01, але тренер «Барси» Лоренсо Серра Феррер не довіряв де ла Пеньї, і він повернувся в «Лаціо», де провів ще один сезон на лаві для запасних, зігравши за рік лише по одному матчі в національному чемпіонаті і кубку.

### «Еспаньйол»
У сезоні 2002/03 де ла Пенья знову приїжджає в Барселону, але вже в інший клуб — «Еспаньйол», де відразу отримав стабільне місце в основі і довіру тренерського штабу, поступово ставши одним із лідерів команди та її капітаном. У 2005 році «Еспаньйол» став п'ятим в чемпіонаті, завойовуючи місце в Кубку УЄФА, а у 2006 році «Еспаньйол» переміг у фіналі Кубка Іспанії, вигравши 4:1 в «Сарагоси», причому де ла Пенья організував два голи команди. Завдяки цьому успіху «Еспаньйол» знову потрапив в Кубок УЄФА, де дійшов до фіналу, програвши лише «Севільї» у серії пенальті.
В листопаді 2009 року де ла Пенья почав замислюватися про завершення кар'єри через проблеми з м'язами ноги, через які він за два з половиною роки провів лише 9 матчів. У сезоні 2009/10 де ла Пенья отримав травму великої гомілкової кістки, і йому була зроблена операція на коліні. Лише у вересні 2010 року Іван відновився після ушкодження, але в тому ж місяці знову травмувався.
19 травня 2011 року гравець оголосив про завершення спортивної кар'єри через травми, він сказав:

Я б дуже хотів грати ще кілька років, але, на жаль, не зможу. Дякую всім за підтримку. Моя голова хоче продовжити кар'єру, але тіло говорить, що достатньо. Я сподіваюся, що зможу вийти на поле останній раз, щоб попрощатися. Найближча гра буде складною для мене. Вона буде важкою і радісною.

## Виступи за збірні
1991 року дебютував у складі юнацької збірної Іспанії, взяв участь у 28 іграх на юнацькому рівні, відзначившись 6 забитими голами.
Протягом 1995–1996 років залучався до складу молодіжної збірної Іспанії, разом з якою брав участь у молодіжному чемпіонаті Європи 1996 року. На турнірі Іван забив вирішальний гол у півфінальній грі проти Шотландії (2:1), який вивів іспанців у фінал, проте там не реалізував післяматчевий пенальті, через що золото турніру дісталось італійцям. Всього на молодіжному рівні зіграв у 19 офіційних матчах, забив 3 голи.
Того ж року захищав кольори олімпійської збірної Іспанії на іграх 1996 року в Аталанті, де збірна дійшла до чвертьфіналу. У складі цієї команди провів 4 матчі.
9 лютого 2005 року, у віці 28 років і 9 місяців, дебютував в офіційних іграх у складі національної збірної Іспанії в матчі відбору на чемпіонат світу 2006 року проти збірної Сан-Марино (5:0). До кінця року зіграв ще у двох матчах відбору до «міндіалю», а також двох товариських зустрічах, після чого перестав залучатись до матчів «фурії рохи».

## Кар'єра тренера
Завершивши кар'єру гравця, 8 червня 2011 року де ла Пенья увійшов в тренерський штаб італійської «Роми», яку очолив Луїс Енріке, колишній партнер Івана по «Барселоні». Проте вже 11 серпня 2011 року де ла Пенья залишив «Рому» з особистих причин «на тимчасовий період».

## Статистика
| Чемпіонат | Чемпіонат   | Чемпіонат  | Ліга | Ліга                                   | Кубок         | Кубок                          | Кубок ліги            | Кубок ліги            | Континент. змаг. | Континент. змаг. | Всього | Всього |
| Сезон     | Клуб        | Ліга       | Ігри | Голи                                   | Ігри          | Голи                           | Ігри                  | Голи                  | Ігри             | Голи             | Ігри   | Голи   |
| Іспанія   | Іспанія     | Іспанія    | Ліга | Ліга                                   | Кубок Іспанії | Кубок Іспанії                  | Кубок іспанської ліги | Кубок іспанської ліги | Європа           | Європа           | Всього | Всього |
| --------- | ----------- | ---------- | ---- | -------------------------------------- | ------------- | ------------------------------ | --------------------- | --------------------- | ---------------- | ---------------- | ------ | ------ |
| 1995/96   | «Барселона» | Ла Ліга    | 31   | 7                                      | 4             | 0                              | 0                     | 0                     | 7                | 2                | 42     | 9      |
| 1996/97   | «Барселона» | Ла Ліга    | 33   | 2                                      | 2             | 0                              | 1                     | 1                     | 6                | 0                | 41     | 3      |
| 1997/98   | «Барселона» | Ла Ліга    | 17   | 2                                      | 2             | 0                              | 0                     | 0                     | 2                | 0                | 21     | 2      |
| Італія    | Італія      | Італія     | Ліга | Ліга                                   | Кубок Італії  | Кубок Італії                   | Кубок Ліги            | Кубок Ліги            | Європа           | Європа           | Всього | Всього |
| 1998/99   | «Лаціо»     | Серія A    | 14   | 0                                      | 1             | 0                              | 0                     | 0                     | 4                | 1                | 19     | 1      |
| Франція   | Франція     | Франція    | Ліга | Ліга                                   | Кубок Франції | Кубок Франції                  | Кубок Ліги            | Кубок Ліги            | Європа           | Європа           | Всього | Всього |
| 1999/00   | «Марсель»   | Дивізіон 1 | 12   | 1                                      | 0             | 0                              | 0                     | 0                     | 7                | 0                | 19     | 1      |
| Іспанія   | Іспанія     | Іспанія    | Ліга | Ліга                                   | Кубок Іспанії | Кубок Іспанії                  | Кубок іспанської ліги | Кубок іспанської ліги | Європа           | Європа           | Всього | Всього |
| 2000/01   | «Барселона» | Ла Ліга    | 9    | 0                                      | 1             | 0                              | 0                     | 0                     | 2                | 0                | 12     | 0      |
| Італія    | Італія      | Італія     | Ліга | Ліга                                   | Кубок Італії  | Кубок Італії                   | Кубок Ліги            | Кубок Ліги            | Європа           | Європа           | Всього | Всього |
| 2001/02   | «Лаціо»     | Серія A    | 1    | 0                                      | 1             | 0                              | 0                     | 0                     | 0                | 0                | 2      | 0      |
| Іспанія   | Іспанія     | Іспанія    | Ліга | Ліга                                   | Кубок Іспанії | Кубок Іспанії                  | Кубок іспанської ліги | Кубок іспанської ліги | Європа           | Європа           | Всього | Всього |
| 2002/03   | «Еспаньйол» | Ла Ліга    | 29   | 0                                      | 0             | 0                              | 0                     | 0                     | 0                | 0                | 29     | 0      |
| 2003/04   | «Еспаньйол» | Ла Ліга    | 25   | 1                                      | 0             | 0                              | 0                     | 0                     | 0                | 0                | 25     | 1      |
| 2004/05   | «Еспаньйол» | Ла Ліга    | 29   | 3                                      | 1             | 0                              | 0                     | 0                     | 0                | 0                | 30     | 3      |
| 2005/06   | «Еспаньйол» | Ла Ліга    | 30   | 0                                      | 6             | 0                              | 0                     | 0                     | 8                | 0                | 44     | 0      |
| 2006/07   | «Еспаньйол» | Ла Ліга    | 26   | 0                                      | 1             | 0                              | 1                     | 0                     | 10               | 1                | 38     | 1      |
| 2007/08   | «Еспаньйол» | Ла Ліга    | 12   | 0                                      | 3             | 0                              | 0                     | 0                     | 0                | 0                | 15     | 0      |
| 2008/09   | «Еспаньйол» | Ла Ліга    | 22   | 4                                      | 0             | 0                              | 0                     | 0                     | 0                | 0                | 22     | 4      |
| 2009/10   | «Еспаньйол» | Ла Ліга    | 4    | 0                                      | 1             | 0                              | 0                     | 0                     | 0                | 0                | 5      | 0      |
| 2010/11   | «Еспаньйол» | Ла Ліга    | 2    | 0                                      | 0             | 0                              | 0                     | 0                     | 0                | 0                | 2      | 0      |
| Країна    | Іспанія     | Іспанія    | 269  | 19                                     | 21            | 0                              | 2                     | 1                     | 35               | 3                | 327    | 24     |
| Країна    | Італія      | Італія     | 15   | 0                                      | 2             | 0\|\|\|\|\|\|4\|\|1\|\|21\|\|1 |                       |                       |                  |                  |        |        |
| Країна    | Франція     | Франція    | 12   | 1\|\|\|\|\|\|\|\|\|\|7\|\|0\|\|19\|\|1 |               |                                |                       |                       |                  |                  |        |        |
| Всього    | Всього      | Всього     | 296  | 20                                     | 23            | 0                              | 2                     | 1                     | 46               | 4                | 367    | 26     |

## Титули і досягнення

### Командні
- Чемпіон Іспанії (1):

«Барселона»: 1997-98
- Володар Суперкубка Іспанії (1):

«Барселона»: 1996
- Володар Кубка Іспанії з футболу (3):

«Барселона»: 1996-97, 1997-98
«Еспаньйол»: 2005-06
- Володар Суперкубка Італії з футболу (1):

«Лаціо»: 1998
- Володар Кубка Кубків УЄФА (2):

«Барселона»: 1996-97
«Лаціо»: 1998-99
- Володар Суперкубка УЄФА (1):

«Барселона»: 1997

### Особисті
- Найкращий молодий гравець року за версією журналу «El País»: 1995-96, 1996-97
- Найкращий молодий гравець року за версією журналу «Don Balón»: 1995-96